# Hans Dietrich Schumann

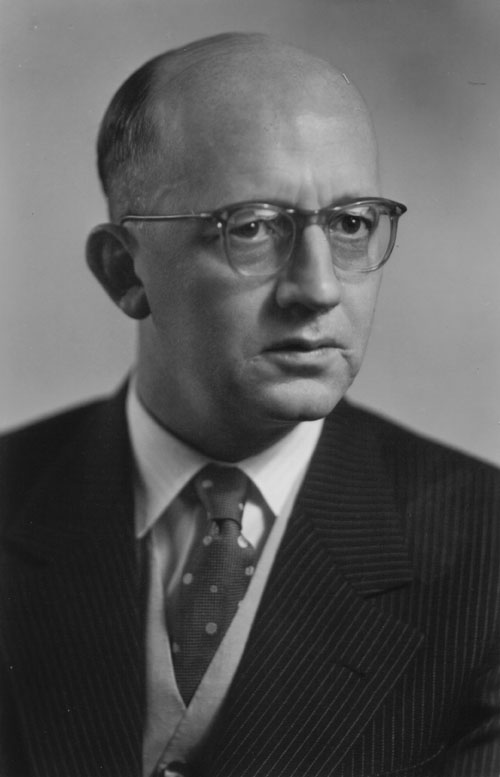
Hans Dietrich Schumann

Hans Dietrich Schumann (* 27. Mai 1911 in Plauen, Vogtland; † 26. April 2001 in Dresden) war ein deutscher Chirurg und Urologe.

## Leben
Schumann besuchte das Gymnasium in Meißen. Nach dem Abitur begann er an der Julius-Maximilians-Universität  Würzburg Medizin zu studieren. 1932 wurde er im Corps Franconia Würzburg aktiv. Als Inaktiver wechselte er an die Universität Innsbruck, die Universität Rostock und die Universität zu Köln. In Köln bestand er 1937 das Staatsexamen. Im selben Jahr wurde er dort zum Dr. med. promoviert. Das medizinische Praktikum durchlief er im Stadtkrankenhaus Plauen (dem heutigen Helios-Vogtland-Klinikum). 1939 wurde er zur Sanitätsabteilung der 26. Infanterie-Division in Aachen einberufen. Zugleich war er wissenschaftlicher Assistent in der Kölner Pathologie. 1941 ging er an die Chirurgische Klinik der Reichsuniversität Straßburg. 1944/45 diente er in einer Sanitätskompanie. In der Nachkriegszeit vollendete er die Fachausbildung in seiner Heimatstadt. Seit 1948 Facharzt für Chirurgie, wechselte er an das Universitätsklinikum Rostock, an dem er sich 1951 habilitierte. 1952 wurde er Oberarzt und Dozent. Seit 1955 auch Urologe, befasste er sich intensiv mit dem Prostatakrebs. In der Zeit als kommissarischer Klinikdirektor (1955–1957) ernannte ihn die Universität Rostock zum Professor. Das Krankenhaus Dresden-Friedrichstadt berief ihn 1957 als Chefarzt der Chirurgischen Klinik. Nach 21 Jahren trat er 1978 in den Ruhestand. Das Corps Silvania (damals noch in Tharandt) verlieh ihm 1994 das Band. Er starb im Alter von 89 Jahren.

## Ehrungen
- Obermedizinalrat (DDR)